# Calzada Larga (Chiapas)
Calzada Larga es una localidad del estado mexicano de Chiapas. Es parte del municipio de Villaflores.

## Demografía
| Gráfica de evolución demográfica |
|                                  |

| Censo | Población |
| ----- | --------- |
| 1940  | 83        |
| 1950  | 282       |
| 1960  | 568       |
| 1970  | 638       |
| 1980  | 892       |
| 1990  | 1 105     |
| 2000  | 1 018     |
| 2010  | 1 049     |
| 2020  | 1 191     |